# Congres van Volksafgevaardigden van de Unie van Socialistische Sovjetrepublieken

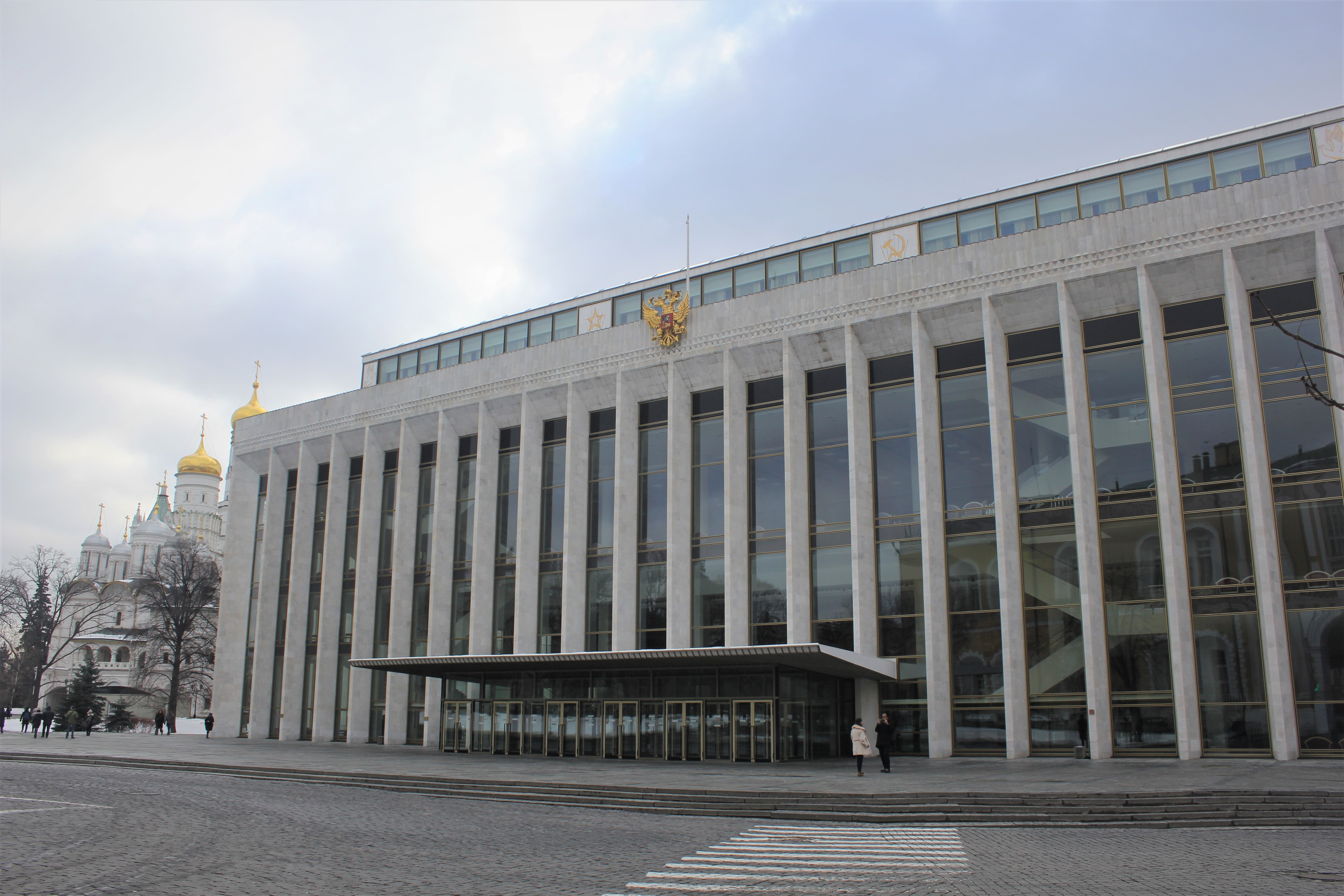
Kremlin Paleis van Congressen, Moskou. Zetel van het Congres van Volksafgevaardigden.

Het Congres van Volksafgevaardigden van de Unie van Socialistische Sovjetrepublieken (Съезд народных депутатов СССР) was van 25 mei 1989 tot 5 september 1991 formeel het hoogste staatsorgaan van de Sovjet-Unie.

## Geschiedenis
Het Congres van Volksafgevaardigden maakte deel uit van de hervormingsagenda van Sovjetleider Michail Gorbatsjov en verving het Presidium van de Opperste Sovjet van de USSR. Tijdens het 19e Congres van Communistische Partij van de Sovjet-Unie in juli 1988 werd besloten tot de instelling van het Congres als hoogste wetgevende macht van de USSR. Gorbatsjov wilde met zijn politieke hervormingen de macht van de CPSU doen afnemen ten gunste van de volksvertegenwoordigende organen van de USSR. Het Congres zou om de vijf jaar moeten worden gekozen en moest uit zijn midden de Opperste Sovjet (parlement) kiezen, die zich als een echt parlement moest gaan gedragen met levendige debatten.
In maart 1989 werden er federale verkiezingen gehouden voor het Congres van Volksafgevaardigden. Voor het eerste konden kiezers uit meer kandidaten kiezen. De verkiezingen waren bovendien geheim. De kiezers in de Baltische staten, Oekraïne, Moskou en Leningrad kozen in meerderheid voor hervormingsgezinde kandidaten. In kiesdistricten waar kandidaten minder dan 50% van de stemmen kregen volgden in de loop van het jaar nieuwe verkiezingen. Tijdens de eerste zitting van het Congres kozen de leden een nieuwe Opperste Sovjet en werd Gorbatsjov gekozen tot de eerste president van de USSR. Het Congres zou eens per jaar bijeenkomen en meerdere dagen vergaderen. Tussen de sessies van het Congres in vervulde de Opperste Sovjet, bestaande uit 542 leden, de rol van wetgevende macht. De eerste sessie van het Congres, gehouden van 25 mei tot en met 9 juni 1989 verliep bijzonder levendig en werd uitgezonden op de staatstelevisie.
| Sessie No. | Periode                        |
| ---------- | ------------------------------ |
| Ie         | 25 mei - 9 juni 1989           |
| IIe        | 12 december - 24 december 1989 |
| IIIe       | 14 maart - 20 maart 1990       |
| IVe        | 5 september 1991               |

Na de mislukte staatsgreep van augustus 1991 besloot het Congres in september van dat jaar tot zelfontbinding. Alle bevoegdheden werden overgedragen aan de Opperste Sovjet en de nieuw gecreëerde Staatsraad van de USSR. Op 26 december 1991 kwam er echter een einde aan de Sovjet-Unie en vervielen ook deze laatste twee staatsorganen. 

## Bevoegdheden
De bevoegdheden van het Congres van Volksafgevaardigden waren o.a.: het kiezen van de president, het kiezen van 542-koppige Opperste Sovjet, het kiezen van de voorzitter van de Opperste Sovjet, het benoemen van de rechters van het opperste gerechtshof, het amenderen van de grondwet, het uitschrijven van federale referenda, het goedkeuren van de samenstelling van de ministerraad, het oplossen van conflicten tussen unierepublieken, het uitstippelen van de binnen- en buitenlandse politiek, het ratificeren van het sociaaleconomische beleid.

## Samenstelling
| Samenstelling Congres van Volksafgevaardigden van de USSR 1989 | Samenstelling Congres van Volksafgevaardigden van de USSR 1989 |
| Groepering                                                     | zetelaantal                                                    |
| -------------------------------------------------------------- | -------------------------------------------------------------- |
| Communistische Partij van de Sovjet-Unie                       | 100 / 2.250                                                    |
| Al-Unie Algemene Raad van Vakbonden                            | 100 / 2.250                                                    |
| Comité voor Sovjetvrouwen                                      | 75 / 2.250                                                     |
| Veteranenorganisaties                                          | 75 / 2.250                                                     |
| Overige organisaties                                           | 75 / 2.250                                                     |
| Totaal                                                         | 750                                                            |
| Gekozen door Sovjet van de Unie                                | 750 / 2.250                                                    |
| Totaal                                                         | 750                                                            |
| Gekozen door Sovjet van de Nationaliteiten                     | 750 / 2.250                                                    |
| Totaal                                                         | 750                                                            |
|                                                                |                                                                |
| Totaal                                                         | 2250                                                           |
|                                                                |                                                                |
| Mannen                                                         | 1.897                                                          |
| Vrouwen                                                        | 352                                                            |
| Vacant                                                         | 1                                                              |
| Bron: IPU                                                      |                                                                |

## Russische Socialistische Federatieve Sovjetrepubliek
De grootste unierepubliek van de Sovjet-Unie, de Russische Socialistische Federatieve Sovjetrepubliek (RSFSR) kende in de periode 1990-1991 ook een Congres van Volksafgevaardigden. Na het uiteenvallen van de USSR en de stichting van de Russische Federatie werd de naam gewijzigd in Congres van Volksafgevaardigden van de Russische Federatie. In 1993 werd het Russische Congres ontbonden en vervangen door de Federatieve Vergadering van Rusland.